# Torneo de Washington 2024

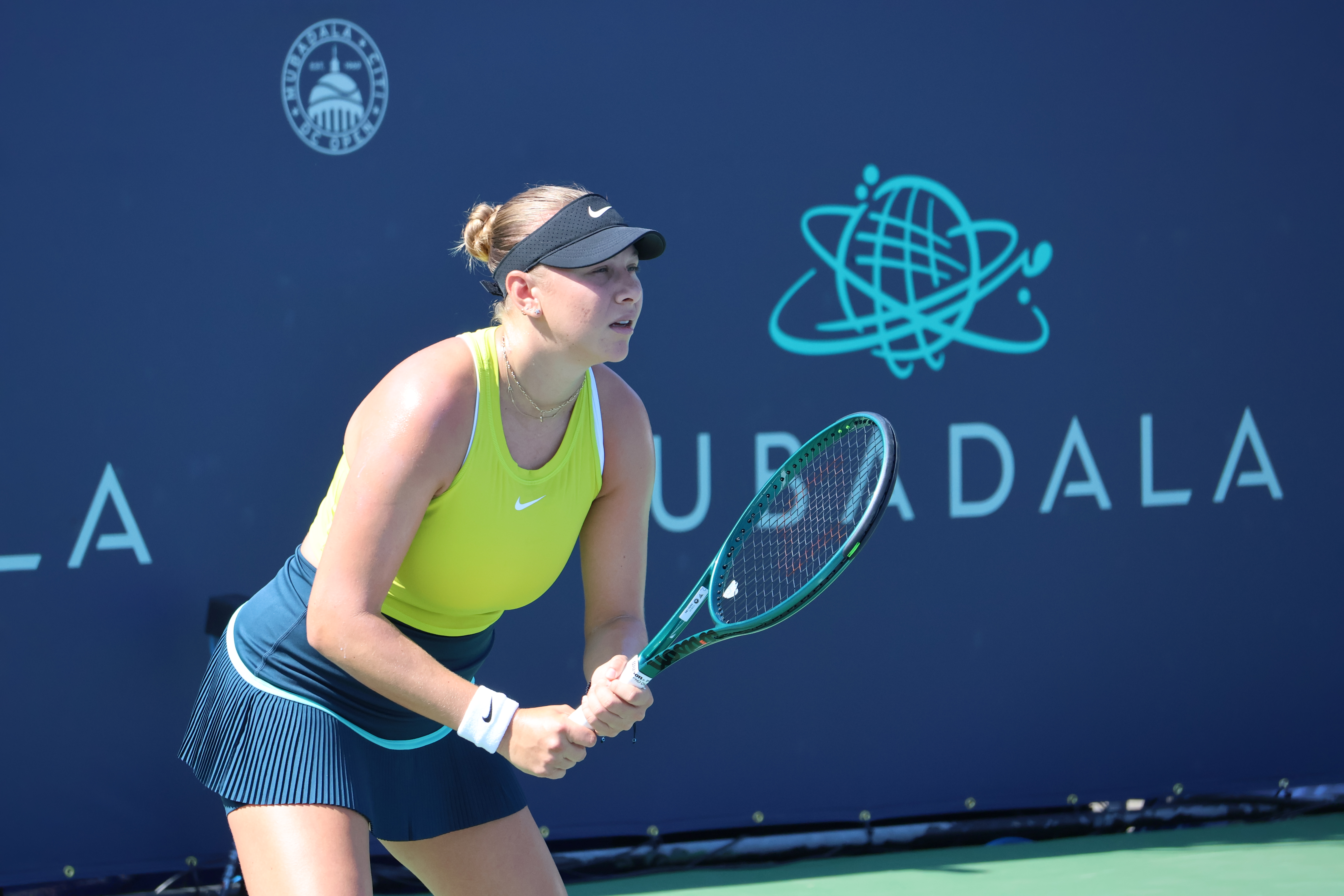
Amanda Anisimova DC OPEN 2024

El Mubadala Citi DC Open 2024 fue un torneo de tenis perteneciente al ATP Tour 2024 en la categoría ATP Tour 500, y a la WTA Tour 2024 en la categoría WTA 250. El torneo tuvo lugar en la ciudad de Washington D. C. (Estados Unidos) desde el 29 de julio hasta el 4 de agosto sobre pistas rápidas.

## Distribución de puntos
| Modalidad            | Campeón | Finalista | Semifinales | Cuartos de final | 2.ª ronda | 1.ª ronda | Clasificados | 2.ª ronda de clasificación | 1.ª ronda de clasificación |
| Individual masculino | 500     | 330       | 200         | 100              | 50        | 0         | 25           | 13                         | 0                          |
| Dobles masculino     | 500     | 300       | 180         | 90               | –         | –         | 45           | 25                         | 0                          |

| Modalidad           | Campeona | Finalista | Semifinales | Cuartos de final | 2.ª ronda | 1.ª ronda | Clasificadas | 2.ª ronda de clasificación | 1.ª ronda de clasificación |
| Individual femenino | 280      | 180       | 110         | 60               | 30        | 1         | 18           | 12                         | 1                          |
| Dobles femenino     | 280      | 180       | 110         | 60               | 1         | -         | -            | -                          | -                          |

## Cabezas de serie

### Individuales masculino
| Tenista                    | Ranking | Preclasificados |
| Andrey Rublev              | 9       | 1               |
| Ben Shelton                | 14      | 2               |
| Karen Khachanov            | 22      | 3               |
| Sebastian Korda            | 23      | 4               |
| Frances Tiafoe             | 29      | 5               |
| Adrian Mannarino           | 32      | 6               |
| Jordan Thompson            | 41      | 7               |
| Alejandro Davidovich       | 43      | 8               |
| Giovanni Mpetshi Perricard | 47      | 9               |
| Flavio Cobolli             | 48      | 10              |
| Roberto Carballés          | 51      | 11              |
| Miomir Kecmanović          | 52      | 12              |
| Brandon Nakashima          | 55      | 13              |
| Aleksandar Vukic           | 60      | 14              |
| Alex Michelsen             | 61      | 15              |
| Arthur Rinderknech         | 64      | 16              |

- Ranking del 22 de julio de 2024.[2]

### Dobles masculino
| Tenista                           | Ranking | Preclasificados |
| Harri Heliövaara Henry Patten     | 34      | 1               |
| Max Purcell Jordan Thompson       | 47      | 2               |
| Jamie Murray Michael Venus        | 51      | 3               |
| Nathaniel Lammons Jackson Withrow | 56      | 4               |
| Lloyd Glasspool Santiago González | 59      | 5               |
| Sadio Doumbia Hugo Nys            | 69      | 6               |
| Julian Cash Robert Galloway       | 77      | 7               |
| Rafael Matos Marcelo Melo         | 78      | 8               |

### Individuales femenino
| Tenista                  | Ranking | Preclasificada |
| Aryna Sabalenka          | 3       | 1              |
| Daria Kasatkina          | 12      | 2              |
| Liudmila Samsonova       | 13      | 3              |
| Madison Keys             | 14      | 4              |
| Ons Jabeur               | 16      | 5              |
| Anna Kalinskaya          | 17      | 6              |
| Victoria Azarenka        | 20      | 7              |
| Anastasia Pavlyuchenkova | 33      | 8              |

- Ranking del 22 de julio de 2024.

### Dobles femenino
| Tenista                         | Ranking | Preclasificada |
| Asia Muhammad Taylor Townsend   | 39      | 1              |
| Giuliana Olmos Alexandra Panova | 65      | 2              |
| Ulrikke Eikeri Ingrid Neel      | 69      | 3              |
| Miyu Kato Aldila Sutjiadi       | 74      | 4              |

## Campeones

### Individual masculino
Sebastian Korda venció a  Flavio Cobolli por 4-6, 6-2, 6-0

### Individual femenino
Paula Badosa venció a  Marie Bouzková por 6-1, 4-6 y 6-4

### Dobles masculino
Nathaniel Lammons /  Jackson Withrow vencieron a  Rafael Matos /  Marcelo Melo por 7-5, 6-3

### Dobles femenino
Asia Muhammad /  Taylor Townsend vencieron a  Jiang Xinyu /  Wu Fang-hsien por 7-6(7-0), 6-3